# کلایو دانر
کلایو استنلی دانر (انگلیسی: Clive Stanley Donner؛ ۲۱ ژانویهٔ ۱۹۲۶ – ۶ سپتامبر ۲۰۱۰) یک کارگردان فیلم و تدوین‌گر اهل بریتانیا بود. وی بین سال‌های ۱۹۴۳ تا ۲۰۱۰ میلادی فعالیت می‌کرد.

## بخشی از فیلمشناسی
- کاراکتر (۱۹۶۳)
- تازه چه خبر پوسی‌کت؟ (۱۹۶۵)
- آلفرد بزرگ (۱۹۶۹)
- عاشقانه پلنگ صورتی (۱۹۸۱)